# Daniel Besse
Daniel Besse est un dramaturge français, né le 8 février 1953.
Ses pièces sont traduites et jouées en Allemagne, Autriche, Italie, Espagne, Pologne, Slovaquie, Tchéquie, Belgique, Suisse, Luxembourg, Portugal, Brésil.

## Biographie
Daniel Besse a reçu le Molière de l'auteur en 2001 pour sa pièce Les Directeurs.
À travers des sujets comme l’entreprise, l’école, le couple, Daniel Besse fait dans son théâtre le choix de la satire sociale, d’une comédie grinçante, actuelle, problématisée.
Il vit à Paris. Il écrit aussi en collaboration avec sa femme, Agnès Besse.
Il a quatre enfants. Une de ses filles, Iris Besse, est comédienne, une autre, Clémence Besse, est créatrice de parfums.

## Œuvres
- Les Directeurs, pièce créée en 2001 au Théâtre de Poche Montparnasse, mise en scène d’Étienne Bierry.
- Hypothèque, pièce créée en 2003 au Théâtre de l'Œuvre, mise en scène de Patrice Kerbrat.
- Les Bonniches, pièce créée en 2004 au Théâtre Hébertot,mise en scène d'Alain Sachs.
- Le Meilleur Professeur, pièce créée en 2005 au Petit Théâtre de Paris, mise en scène de Stéphane Hillel.
- Toutou, pièce créée en 2011 au Théâtre Hébertot, mise en scène d’Anne Bourgeois.

## Distinctions
- Nominations aux Molières pour Les Directeurs : révélation masculine en 2001
- Molière de l'auteur 2001 pour Les Directeurs
- Molière de la création 2001 pour Les Directeurs
- Prix SACD nouveau talent 2001

## Édition
Les pièces de Daniel Besse sont éditées à L'Avant-Scène Théâtre. 

## Comédiens ayant joué ses pièces
Josiane Stoléru, Sam Karmann, Patrick Chesnais, Philippe Magnan, Roland Giraud, Stéphane Hillel, Nicolas Briançon, Virginie Peignien, Stéphane Bierry, Guillaume de Tonquédec, Édith Verne, Éric Desmarets, Jean-Claude Dauphin, Odile Roire, Marion Bierry, Maaike Jansen, Gilles-Gaston Dreyfus, Jean-Paul Farre, Caroline Maillard, Bernard Alane, Iris Besse, François Caron, Javotte Rougerie, François Siener, Marie Bunel, Claudie Guillot, etc.